# Ledena dvorana Bled
Ledena dvorana Bled je unutarnje sportsko borilište u slovenskom Bledu. Kapaciteta je 1.000 gledatelja.